# Helmut Laux
Helmut Laux (* 1939) ist ein deutscher Wirtschaftswissenschaftler.

## Leben
Nach der Promotion zum Dr. rer. pol. in Saarbrücken am 12. Juli 1968 und Habilitation bei Herbert Hax an der Universität Saarbrücken 1971 wurde er Professor für Betriebswirtschaftslehre, insbesondere Organisationstheorie und später für Organisation und Management an der Goethe-Universität.
Seine Forschungsschwerpunkte sind Organisationstheorie, Entscheidungstheorie, Principal-Agent-Theorie, Kapitalmarkttheorie, internes Rechnungswesen, Bonussysteme (in Verbindung mit Kapitalmarkt und Rechnungswesen).
Laux entwickelte unter anderem ein eigenes Konzept flexibler Investitionsplanung (1971) und prägte die betriebswirtschaftliche Diskussion zur Organisationstheorie durch die konsequente Anwendung entscheidungstheoretischer Sichtweisen. Seine Arbeiten zur Agency-Theorie, zur Anreizsystemgestaltung und zur Verbindung von Rechnungswesen und Kapitalmarkt gelten als richtungsweisend. Auch seine Didaktik und der enge Bezug zwischen Forschung und Lehre wurden von Kollegen und Studierenden gleichermaßen gewürdigt.

## Schriften (Auswahl)
- mit Heike Y. Schenk-Mathes: Lineare und nichtlineare Anreizsysteme. Ein Vergleich möglicher Konsequenzen. Heidelberg 1992, ISBN 3-7908-0596-3.
- Wertorientierte Unternehmenssteuerung und Kapitalmarkt. Fundierung finanzwirtschaftlicher Entscheidungskriterien und (Anreize für) deren Umsetzung. Mit 10 Tabellen. Berlin 2006, ISBN 3-540-26126-5.
- mit Matthias M. Schabel: Subjektive Investitionsbewertung, Marktbewertung und Risikoteilung. Grenzpreise aus Sicht börsennotierter Unternehmen und individueller Investoren im Vergleich. Berlin 2009, ISBN 978-3-540-85272-8.
- mit Robert M. Gillenkirch und Heike Y. Schenk-Mathes: Entscheidungstheorie. Berlin 2018, ISBN 3-662-57817-4.